# Ron Welty
Ronald "Ron" Stephen Welty, född 1 februari 1971 i Long Beach, Kalifornien, är en amerikansk musiker som är mest känd för sin tid som trumslagare i punkrockbandet The Offspring. Welty gick med i bandet i juli 1987 efter att den tidigare trumslagaren James Lilja hade lämnat The Offspring. Han medverkade på samtliga album med bandet fram till Conspiracy of One, som släpptes 2000. Welty lämnade The Offspring 2003 för att istället fokusera mer på sitt andra band Steady Ground. Steady Ground släpptes sitt debutalbum Jettison 2007 och samma år splittrades de.
Utöver sin musikkarriär har Welty utbildat sig inom elektronik på en yrkesskola. Han har en son vid namn Trevon.

## Musikkarriär
Welty började spela i bandet Fuck Quality X-Rays i åttonde klass och han har även spelat i Spinning Fish. I juli 1987, när Welty var 16 år gammal, blev han ersättare till den tidigare trumslagaren James Lilja i The Offspring; det var Weltys äldre styvsyster som hade presenterat honom för Dexter Holland. Hans första uppträdande var under konsert i Utah och under 1987 uppträdde han på alla bandets konserter utom en. 1989 lanserade The Offspring sitt debutalbum The Offspring. Welty fick vid ett tillfälle täcka upp för Hunt Sales i Tender Fury under 1990. 1991 bytte bandet skivbolag till Epitaph Records och de släppte då albumen Ignition (1992) och Smash (1994). The Offspring skrev 1996 på för Columbia Records och på detta skivbolag var Welty medverkande på albumen Ixnay on the Hombre (1997), Americana (1998) och Conspiracy of One (2000). Hans sista studiomedverkan med bandet var på singeln "Defy You", som lanserades i december 2001 och hans sista konsert tillsammans med The Offspring var den 13 oktober 2002 i Sacramento, Kalifornien.
Enligt en stämningsansökan som lämnades in av Welty i september 2020, tvingades han ut ur The Offspring den 3 januari 2003. Detta meddelades inte av bandet förrän den 18 mars samma år, där det skrevs att Welty hade valt att lämna för att istället fokusera mer på sitt andra band Steady Ground; Welty lämnade efter flera års oenigheter med de andra bandmedlemmarna. Låten "Session" på Ignition börjar med att Welty skriker "fuck" upprepade gånger och hans favoritlåt att spela med The Offspring var "Gone Away".
Den 26 februari 2006 lanserade Steady Ground tre demolåtar på Myspace: "Everyone's Emotional", "I Can't Contain Myself" och "You Better Close Your Eyes". 2007 släpptes debutalbumet Jettison och samma år splittrades Steady Ground. Under tiden Welty var med i Steady Ground utvecklade han sina musikkunskaper hos Mark James.
I september 2020 lämnade Welty in en stämningsansökan mot bandmedlemmarna i The Offspring, för uteblivna royaltyersättningar. Den 6 mars 2023 kom domslutet att Welty förlorade rättegången.
Weltys trumkunskaper är autodidaktiska och en av hans favorittrumslagare är Dave Grohl. Förutom trummor kan Welty spela altsaxofon och mungiga.

## Utbildning och yrkeskarriär
Welty utbildade sig inom elektronik på en yrkesskola, där han tog sin högskoleexamen. Han har jobbat som kassör i en butik som sålde muffins och yoghurt samt i ett bageri. När Welty var yngre hoppades han kunna komma att arbeta för Fostex i framtiden.

## Privatliv
Welty är vegetarian. Han har en son vid namn Trevon som föddes 1993. På fritiden gillar Welty att åka snowboard och surfa.